# پارا رد
پارا رد (به انگلیسی: Para Red) با فرمول شیمیایی C16H11N3O3 یک ترکیب شیمیایی است. شکل ظاهری این ترکیب، قرمز جامد است.